# ستيفان الخامس
أسطفان الخامس هو البابا رقم 110 في قائمة باباوات الكنيسة الكاثوليكية انتخب في سبتمبر عام 885 (غير معروف اليوم) وتوفي في 14 سبتمبر عام 891.
انتهى حكم آخر ملوك سلالة الكارولينجيين، وهو الملك شارل؛ حيث تم خلعه أثناء عهد البابا عام 887، حيث خلفه في الحكم أرنولف الأول